# Patrick Newman
Patrick Newman –conocido como Pat Newman– (St. Catharines, 7 de agosto de 1963) es un deportista canadiense que compitió en remo como timonel.
Ganó una medalla de oro en el Campeonato Mundial de Remo de 1993, en la prueba de ocho con timonel ligero. Participó en dos Juegos Olímpicos de Verano, en los años 1988 y 1996, ocupando el cuarto lugar en Atlanta 1996, en la prueba de ocho con timonel.

## Palmarés internacional
| Campeonato Mundial | Campeonato Mundial       | Campeonato Mundial | Campeonato Mundial      |
| Año                | Lugar                    | Medalla            | Prueba                  |
| ------------------ | ------------------------ | ------------------ | ----------------------- |
| 1993               | Račice (República Checa) | Medalla de oro     | Ocho con timonel ligero |